# Trachelodesmus angulatus
Trachelodesmus angulatus är en mångfotingart som beskrevs av Chamberlin 1923. Trachelodesmus angulatus ingår i släktet Trachelodesmus och familjen Chelodesmidae. Inga underarter finns listade i Catalogue of Life.